# Valenciana (manzana)
Valenciana es el nombre de una variedad cultivar de manzano (Malus domestica). Esta manzana está cultivada en diversos viveros entre ellos algunos dedicados a conservación de árboles frutales en peligro de desaparición. Esta manzana es originaria de las Islas Baleares, donde tuvo su mejor época de cultivo comercial anterior a la década de 1960, y actualmente en menor medida aún se encuentra.

## Sinónimos
- "Manzana Valenciana",[5][7][8]
- "Poma Valenciana".

## Historia
Las Islas Baleares presenta unas condiciones de clima y de suelos buenos para el cultivo del manzano. De hecho existe una considerable variedad de cultivos autóctonos de manzano, fruto de la sabiduría y el esfuerzo de los agricultores, que durante generaciones han realizado cruces y mejoras de las variedades. En estas últimas décadas ya sea por presiones urbanísticas o por abandono de los cultivos en los campos, debida a la competencia con otras variedades de manzanas selectas foráneas, se han ido perdiendo parte de la riqueza de variedades frutales de la herencia. Actualmente hay iniciativas para evitar la pérdida irremediable de esta riqueza cultural y agrícola con iniciativas de conservación como el proyecto "Reviure" en Mallorca (con plantación de 160 frutales de la herencia), [Autores: José Moscardó Sáez Antoni Martorell Nicolau Proyecto Reviure-caib.es.PDF] o el banco de germoplasma de frutales del Jardín Botánico de Sóller.
'Valenciana' está considerada incluida en las variedades locales autóctonas muy antiguas, cuyo cultivo se centraba en comarcas muy definidas. Se caracterizaban por su buena adaptación a sus ecosistemas y podrían tener interés genético en virtud de su adaptación. Se encontraban diseminadas por todas las regiones fruteras españolas, aunque eran especialmente frecuentes en la España húmeda. Estas se podían clasificar en dos subgrupos: de mesa y de sidra (aunque algunas tenían aptitud mixta).
'Valenciana' es una variedad clasificada como de mesa; difundido su cultivo en el pasado por los viveros comerciales y cuyo cultivo en la actualidad se ha reducido a huertos familiares y jardines privados.

## Características
El manzano de la variedad 'Valenciana' tiene un vigor Medio; florece a inicios de mayo; tubo del cáliz ancho y cónico, y con los estambres insertos por la mitad.
La variedad de manzana 'Valenciana' tiene un fruto de tamaño medio; forma variada, de cilíndrica a esférica con un lado más levantado que otro, con contorno suavemente irregular; piel levemente grasa; con color de fondo amarillo ocre, siendo el color del sobre color cobre, importancia del sobre color medio, siendo su reparto en chapa / rayas, presenta chapa de variada extensión, cobriza con reflejos morados y a la vez pinceladas muy oscuras, acusa punteado numeroso, pequeño y ruginoso, y una sensibilidad al "russeting" (pardea miento áspero superficial que presentan algunas variedades) débil; pedúnculo corto, fino, con engrosamiento en el extremo, anchura de la cavidad peduncular medianamente estrecha, profundidad de la cavidad peduncular poco profunda, y con frecuencia presenta un lateral carnoso en forma de pico de loro, con fondo ruginoso y con pruina gris, y con importancia del "russeting" en cavidad peduncular medio; anchura de la cavidad calicina amplia, profundidad de la cav. calicina poco profunda pero en forma de pocillo, con el borde semi-plano, y con la importancia del "russeting" en cavidad calicina débil; ojo abierto o entreabierto; sépalos triangulares de puntas agudas y vueltas hacia fuera o entrecruzadas lo que hace que el ojo adquiera carácter distinto, el color es verdoso con tomento gris.
Carne de color blanco oscuro, con fibras verde amarillas; textura crujiente, y jugosa; sabor característico de la variedad, un poco agridulce, agradable; corazón situado más cerca del pedúnculo, con las líneas que lo enmarcan entrecortadas; eje cóncavo; celdas pequeñas. Semillas puntiagudas unas y punta roma en otras.
La manzana 'Valenciana' tiene una época de maduración y recolección tardía en otoño, se recolecta desde finales de septiembre a finales de octubre. Tiene uso como manzana de mesa fresca.